# Стратфорд (Каліфорнія)
Стратфорд (англ. Stratford) — переписна місцевість (CDP) в США, в окрузі Кінгс штату Каліфорнія. Населення — 1121 особа (2020).

## Географія
Стратфорд розташований за координатами 36°11′18″ пн. ш. 119°49′20″ зх. д. / 36.18833° пн. ш. 119.82222° зх. д. (36.188441, -119.822352).  За даними Бюро перепису населення США в 2010 році переписна місцевість мала площу 1,77 км², уся площа — суходіл.

## Демографія
Згідно з переписом 2010 року, у переписній місцевості мешкало 1277 осіб у 312 домогосподарствах у складі 272 родин. Густота населення становила 722 особи/км².  Було 328 помешкань (185/км²).
Расовий склад населення:
| - 44,9 % — білих - 1,5 % — азіатів - 1,3 % — корінних американців - 1,3 % — чорних або афроамериканців - 0,1 % — вихідців з тихоокеанських островів - 48,3 % — осіб інших рас |

До двох чи більше рас належало 2,6 %. Частка іспаномовних становила 83,7 % від усіх жителів.
За віковим діапазоном населення розподілялося таким чином: 33,9 % — особи молодші 18 років, 58,9 % — особи у віці 18—64 років, 7,2 % — особи у віці 65 років та старші. Медіана віку мешканця становила 27,6 року. На 100 осіб жіночої статі у переписній місцевості припадало 101,4 чоловіків;  на 100 жінок у віці від 18 років та старших — 99,5 чоловіків також старших 18 років.
Середній дохід на одне домашнє господарство  становив 32 357 доларів США (медіана — 22 401), а середній дохід на одну сім'ю — 33 613 долари (медіана — 21 743). За межею бідності перебувало 59,2 % осіб, у тому числі 89,8 % дітей у віці до 18 років та 0,0 % осіб у віці 65 років та старших.
Цивільне працевлаштоване населення становило 360 осіб. Основні галузі зайнятості: сільське господарство, лісництво, риболовля — 38,3 %, транспорт — 12,5 %, мистецтво, розваги та відпочинок — 11,4 %.